# Giải bóng đá hạng nhất quốc gia Mauritanie
Giải bóng đá hạng nhất quốc gia Mauritanie là hạng đấu cao nhất của Liên đoàn bóng đá Mauritanie, được thành lập năm 1976.

## Câu lạc bộ Giải bóng đá hạng nhất quốc gia Mauritanie – 2015-16
- ACS Ksar (Nouakchott)
- AS Armée Nationale (Nouakchott)
- AS Garde Nationale (Nouakchott)
- ASAC Concorde (Nouakchott)
- ASC Guemeul (Rosso)
- ASC Ittihad Assaba (xuống hạng)
- ASC Kédia (Zouérate)
- ASC Nasr Zem Zem (Nouakchott)
- ASC Police (Nouakchott)
- ASC Snim (Nouadhibou)
- ASC Tidjikja (Nouakchott)
- FC Nouadhibou
- FC Tevragh-Zeina (Nouakchott)
- FC Toujounine

## Các đội vô địch trước đây
- 1976: AS Garde Nationale (Nouakchott)
- 1977: AS Garde Nationale (Nouakchott)
- 1978: AS Garde Nationale (Nouakchott)
- 1979: AS Garde Nationale (Nouakchott)
- 1980: Không thi đấu
- 1981: ASC Police (Nouakchott)
- 1982: ASC Police (Nouakchott)
- 1983: ACS Ksar (Nouakchott)
- 1984: AS Garde Nationale (Nouakchott)
- 1985: ACS Ksar (Nouakchott)
- 1986: ASC Police (Nouakchott)
- 1987: ASC Police (Nouakchott)
- 1988: ASC Police (Nouakchott)
- 1989: Không thi đấu
- 1990: ASC Police (Nouakchott)
- 1991: ASC Police (Nouakchott)
- 1992: ASC Sonader Ksar (Nouakchott)
- 1993: ASC Sonader Ksar (Nouakchott)
- 1994: AS Garde Nationale (Nouakchott)
- 1995: ASC Sonalec (Nouakchott)
- 1996: Không thi đấu
- 1997: Không thi đấu
- 1998: AS Garde Nationale (Nouakchott)
- 1999: SDPA Trarza FC (Rosso)
- 2000: ASC Mauritel Mobile FC (Nouakchott)
- 2001: FC Nouadhibou (Nouadhibou)
- 2002: FC Nouadhibou (Nouadhibou)
- 2003: ASC Nasr de Sebkha (Nouakchott)
- 2004: ACS Ksar (Nouakchott)
- 2005: ASC Nasr de Sebkha (Nouakchott)
- 2005–06: ASC Mauritel Mobile FC (Nouakchott)
- 2006–07: ASC Nasr de Sebkha (Nouakchott)
- 2007–08: ASAC Concorde (Nouakchott)
- 2009: CF Cansado (Nouadhibou)
- 2010: CF Cansado (Nouadhibou)
- 2010–11: FC Nouadhibou (Nouadhibou)
- 2011–12: FC Tevragh-Zeina (Nouakchott)
- 2012–13: FC Nouadhibou (Nouadhibou)
- 2013–14: FC Nouadhibou (Nouadhibou)
- 2014–15: FC Tevragh-Zeina (Nouakchott)
- 2015–16: FC Tevragh-Zeina (Nouakchott)
- 2016–17: ASAC Concorde (Nouakchott)

## Thành tích theo câu lạc bộ
| Câu lạc bộ                          | Thành phố  | Số danh hiệu | Năm vô địch gần nhất |
| ----------------------------------- | ---------- | ------------ | -------------------- |
| AS Garde Nationale                  | Nouakchott | 7            | 1998                 |
| ASC Police                          | Nouakchott | 7            | 1991                 |
| ACS Ksar (bao gồm ASC Sonader Ksar) | Nouakchott | 5            | 2004                 |
| FC Nouadhibou                       | Nouadhibou | 5            | 2013–14              |
| ASC Nasr de Sebkha                  | Nouakchott | 3            | 2006–07              |
| FC Tevragh-Zeina                    | Nouakchott | 3            | 2015–16              |
| ASAC Concorde                       | Nouakchott | 2            | 2016–17              |
| ASC Snim (bao gồm CF Cansado)       | Nouadhibou | 2            | 2010                 |
| ASC Mauritel Mobile FC              | Nouakchott | 2            | 2005–06              |
| SDPA Trarza FC                      | Rosso      | 1            | 1999                 |
| ASC Sonalec                         | Nouakchott | 1            | 1995                 |

## Vua phá lưới
| Năm     | Cầu thủ                 | Đội           | Số bàn thắng |
| 2003    | Baïla Diallo            | ACS Ksar      | 18           |
| 2004    | Bouha Ould Brahim       | ACS Ksar      | 21           |
| 2005    | Bouha Ould Brahim       | ACS Ksar      | 14           |
| 2006–07 | Baïla Diallo            | ACS Ksar      | 21           |
| 2007–08 | Ely Cheikh Ould Voulany | ACS Ksar      | 16           |
| 2012–13 | Wilfreid Kissito        | FC Nouadhibou | 18           |